# Orvanne
Orvanne és un antic municipi francès, situat al departament del Sena i Marne i a la regió d'Illa de França.
Es va crear a l'1 de gener de 2015 amb la fusió del municipis d'Écuelles i Moret-sur-Loing, però va desaparèixer a finals d'aquell mateix any al unir-se al municipi de Épisy i Montarlot i crear Moret Loing et Orvanne.